# The Brigade Boxing Championships
The Brigade Boxing Championships (em português: Campeonato de Boxe de/da Brigada), ou simplesmente The Brigade (em português: As Brigadas) é o nome dado ao violento torneio de boxe realizado pela Marinha dos Estados Unidos. A competição de pugilismo acontece anualmente desde 1941, sendo promovida pela Academia Naval dos Estados Unidos. Embora o torneio não receba a mesma atenção generalizada que o jogo anual de futebol Exército-Marinha (clássico Army-Navy), o evento é muito importante no campus, atraindo uma multidão entusiasmada de aspirantes, ex-alunos e pais para o Alumni Hall, geralmente marcando o final do inverno.

## História
O boxe começou na Academia Naval em 1865, através do almirante David Dixon Porter. O boxe foi tratado como uma atividade de recreação casual para os aspirantes da academia desde o seu início até 1919, quando a Marinha nomeou um boxeador de trinta anos de idade de Baltimore chamado Hamilton "Spike" Murrell Webb. De maneira imediata, Spike Webb demonstrou interesse na aplicação de um novo programa de pugilismo, e em sua primeira temporada como técnico em 1920, a Marinha se manteve invicta na competição intercolegial. A Marinha se tornaria uma potência do boxe e continuaria invicta em encontros duplos pelos próximos onze anos. Durante esse período, a Marinha conquistou seis títulos nacionais. Spike ainda chegou a treinar quatro equipes olímpicas dos EUA entre 1920 e 1932.
Após a temporada de 1941, a Marinha interrompeu o boxe intercolegial e começou o "Campeonato de Boxe da Brigada", que continua hoje depois de 78 anos. O Campeonato de Brigada ainda é um dos eventos mais populares no estaleiro. Spike Webb treinou até sua aposentadoria em 1954. Ele foi substituído por seu assistente técnico, Tony Rubino, que chegou à Academia Naval em 1947. Tony Rubino treinou até 1963, quando deixou de treinar e tornou-se o vice-diretor de Educação Física até sua aposentadoria em 1982. Em 1957, Emerson Smith chegou à Academia Naval como assistente de basquete e assistente de boxe. Ele se tornou o treinador chefe de boxe em 1964 e treinou até se aposentar em 1985. Depois que Emerson Smith se aposentou, ele foi substituído por Tom Virgets, que treinou por um ano antes de passar para o cargo de treinador. Tom Virgets, desde então, voltou para o serviço ativo da Marinha e é agora o vice-oficial de Educação Física. Jim McNally chegou à Marinha em 1986 e continua a forte tradição do boxe até os dias de hoje.

### Colaboração da Marinha dos Estados Unidos para o boxe mundial
Por um período de tempo, muitas críticas foram expurgadas acerca da prática do boxe, que o acusavam de ser um esporte muito perigoso para os humanos. Foi nessa época que a Marinha reentrou no boxe intercolegial, em 1976. O técnico Emerson Smith teve grande orgulho em garantir que o boxe fosse um esporte seguro para os jovens participarem. Ele, junto com o professor de engenharia Jack Smith, pesquisou vinte materiais diferentes. O que resultou no desenvolvimento de luvas de boxe mais seguras e proteção efetiva para a cabeça. Esta combinação de materiais ainda é o padrão usado hoje em equipamentos de boxe, tanto amadores quanto profissionais. 

## Filosofia
O boxe é uma tradição de suma importância na Academia Naval dos Estados Unidos. Por ser um esporte que incentiva o espírito combatente e gera muita pressão, sua prática faz com que os aspirantes aprendam a superar qualquer intimidação, além de exercitar sua perseverança e resistência, valores essenciais na formação dos futuros oficiais da Marinha dos Estados Unidos. A participação no torneio é facultativa, e qualquer membro da academia pode lutar. Dentro do ringue, não há distinção de posto ou graduação.

"Usamos o boxe como uma oportunidade para criar um ambiente no qual os aspirantes têm que pensar e reagir sob fogo ou estresse.
O boxe permite que eles descubram como reagir ao medo." - Jim McNally